# 宇土町
宇土町（うとまち）は、長崎県島原市の町名。郵便番号は855-0071.

## 概要
島原市中心部の西側、山沿いに位置する。町域東部を中尾川が流れる。
東から時計回りに同市本町, 原町, 六ツ木町, 上折橋町, 北千本木町, 立野町, 江里町, 中尾町と隣接する。

## 施設
- 島原市立島原第四小学校
- 杉谷公民館
- 宇土団地
- 妙国寺

## 交通
鉄道は通っていない。島原鉄道線島原駅から島原鉄道バスで「宇土出口」,「河原」の停留所が利用可能。

### 道路
- 国道251号 - 当町域を宇土山トンネルで縦貫する。
- 長崎県道58号愛野島原線 - 町域西部をかすめる。

## 脚註
1. ↑  宇土町の郵便番号